# Store Avnede
Store Avnede er en landsby ca. 2 kilometer øst for Nakskov på Lolland. Landsbyen befinder sig i Lolland Kommune og hører til Region Sjælland.
Stedet benævnes 1231 (Agnwith). Store Avnede og Lille Avnede tilhørte i 1200-tallet, ifølge Valdemars Jordebog, kongen. I 1284 gav Erik Klipping gods i begge byer til Jutta, datter af Erik Plovpenning. Hendes søn overlod i 1315 alt gods i Store Avnede til Morten Due. I 1360 pantsatte Valdemar Atterdag og hans søn Christoffer alt deres gods i Avnede til Benedikt von Ahlefeldt.
Landsbyen blev udskiftet i 1803. 
I byen ligger Avnede Kirke. I Avnede Skov findes en langdysse med randsten og et kammer med dæksten.
Indtil Nakskov Indrefjord blev inddæmmet, nåede fjorden helt op til Avnede kirke, på hvis yderside man endnu kan se fortøjningsringe til kirkegængernes både.
Landsbyen hører til Avnede Sogn (Lollands Sønder Herred).